# Charlotte Riefenstahl
Charlotte Riefenstahl (Bielefeld, 24 de mayo de 1899 - Northfield, Minnesota, 6 de enero de 1993) fue una física alemana.

## Educación
Comenzó sus estudios en la Universidad Georg-August de Göttingen en 1922, donde sus profesores fueron, entre otros, Max Born, Richard Courant, James Franck, David Hilbert, Emmy Noether, Robert Pohl y Carl Runge.   Recibió su doctorado con Gustav Heinrich Johann Apollon Tammann en 1927.

## Carrera profesional
Enseñó y fue asistente de investigación en Vassar College, más tarde en Winthrop College.
En 1930, dejó Vassar y regresó a Alemania.  Después de que Adolf Hitler llegó al poder en 1933, Charlotte (ahora Charlotte Houtermans) insistió en que su familia abandonara Alemania. Fueron a Gran Bretaña, cerca de Cambridge. En 1935, Charlotte y Fritz se fueron de Inglaterra a la Unión Soviética, cuando Fritz aceptó un trabajo en Járkov. En 1937, fue arrestado por la NKVD y encarcelado. Charlotte logró escapar a Dinamarca y finalmente regresó a Inglaterra y luego a los Estados Unidos.
Desde 1940 enseñó en Wellesley College.
Charlotte fue la primera y tercera esposa de Fritz Houtermans en cuatro matrimonios. Se divorciaron en 1943, debido a una nueva ley en Alemania y a la separación forzosa en tiempos de guerra. e casaron de nuevo en agosto de 1953, con Pauli de nuevo como testigo; el matrimonio terminó después de sólo unos meses. Durante su primer matrimonio tuvieron dos hijos, Giovanna y Jan.

## Literatura
- Monica Healea y Charlotte Houtermans La emisión relativa de electrones secundarios debida a los iones He, Ne y A que bombardean un objetivo de níquel caliente, Phys. Rvdo. Volumen 58, Número 7, 608–610 (1940). Los autores están identificados en Vassar College, Poughkeepsie, Nueva York. Houtermans se identifica como asistente de investigación en física. El artículo fue recibido el 17 de junio de 1940.
- Monica Healea y Charlotte Houtermans El efecto de la temperatura en la emisión secundaria de electrones de níquel, Phys. Rvdo. Volumen 60, Número 2, 154-154 (1941). Los autores están identificados en Vassar College, Poughkeepsie, Nueva York. El artículo fue recibido el 20 de junio de 1941.

## Libros
- Gregor Wentzel, traducido por Charlotte Houtermans y JM Jauch, con un apéndice de JM Jauch, Quantum Theory of Fields (Interscience, 1949) (Dover, 2003)